# Calle Winthrop (línea de la Avenida Nostrand)
La Calle Winthrop es una estación en la Línea de la Avenida Nostrand del metro de Nueva York, localizado en Brooklyn en la intersección de la calle Winthrop y la avenida Nostrand.

## Conexiones de buses
- B12 hacia Cypress Hills y East New York